# Liste chilenischer Schriftsteller
Dies ist eine Liste chilenischer Schriftsteller. Es besteht kein Anspruch auf Vollständigkeit.

## A
- Antonio Acevedo Hernández (1886–1962)
- Fernando Alegría (1918–2005)
- Isabel Allende (* 1942)
- Roberto Ampuero (* 1953)
- Eduardo Anguita (1914–1992)
- Braulio Arenas (1913–1988)
- Miguel Arteche (1926–2012)
- Rubén Azócar (1901–1965)

## B
- Sergio Badilla Castillo (* 1947)
- Alberto Baeza Flores (1914–1998)
- Eduardo Barrios (1884–1963)
- Carmen Berenguer (1946–2024)
- Gregorio Billikopf (* 1954)
- Alberto Blest Gana (1830–1920)
- Roberto Bolaño (1953–2003)
- María Luisa Bombal (1910–1980)
- Marta Brunet (1897–1967)

## C
- Juan Cameron (* 1947)
- Roberto Castillo (* 1957)
- Oscar Castro (1910–1947)
- Carlos Cerda (1942–2001)
- Elicura Chihuailaf (* 1952)
- Jaime Collyer (* 1955)
- Luis Felipe Contardo (1880–1922)
- Francisco Coloane (1910–2002)
- Ángel Cruchaga Santa María (1893–1964)

## D
- Trini Decombe (* 1982)
- Poli Délano (* 1936)
- Jorge Díaz (1930–2007)
- Humberto Díaz Casanueva (1906–1992)
- Ramón Díaz Eterovic (* 1956)
- José Donoso (1924–1996)
- Ariel Dorfman (* 1942)
- Carlos Droguett (1912–1996)
- Diego Dublé Urrutia (1877–1967)

## E
- Joaquín Edwards Bello (1887–1968)
- Jorge Edwards (1931–2023)
- Diamela Eltit (* 1949)
- Juan Emar (1893–1964)

## F
- Víctor Farías (* 1940)
- Luis Alberto Franke
- Alberto Fuguet (* 1964)

## G
- Raquel García Lemaitre
- Enrique Gómez Correa (1915–1995)
- José Santos González Vera (1897–1970)
- Carla Guelfenbein

## H
- Óscar Hahn (* 1938)
- Luis Alberto Heiremans (1928–1964)
- Brenda Hughes
- Vicente Huidobro (1893–1948)

## J
- Max Jara (1886–1965)
- Víctor Jara (1932–1973)
- Alejandro Jodorowsky (* 1929)

## L
- Benjamín Labatut (* 1980)
- Enrique Lafourcade (1927–2019)
- Omar Lara (* 1941)
- José Victorino Lastarria (1817–1888)
- Pedro Lastra (* 1932)
- Mariano Latorre (1886–1955)
- Hernán Lavín Cerda (* 1939)
- Pedro Lemebel (1952–2015)
- Enrique Lihn (1929–1988)
- Baldomero Lillo Figueroa (1867–1923)
- Gonzalo Lira (1968–2024)
- Rodrigo Lira (1949–1981)

## M
- Patricio Manns (1937–2021)
- Diego Maquieira (* 1951)
- Juan Marín (1900–1963)
- Juan Luis Martínez (1942–1993)
- José Toribio Medina Zavala (1852–1930)
- Hugo Mejías
- Gonzalo Millán (1947–2006)
- Sergio Missana (* 1966)
- Gabriela Mistral (1889–1957)

## N
- Hernán Neira (* 1960)
- Pablo Neruda (1904–1973)

## P
- Marco Antonio de la Parra (* 1952)
- Nicanor Parra (1914–2018)
- Violeta Parra (1917–1967)
- Carlos Pezoa Véliz (1879–1908)
- Omar Pérez Santiago (* 1953)
- Pedro Prado (1886–1952)
- Jenaro Prieto (1889–1946)

## R
- Juan Radrigán (* 1937)
- Salvador Reyes (1899–1970)
- Gonzalo Rojas (1916–2011)
- Manuel Rojas (1896–1973)
- Pablo de Rokha (1895–1968)
- David Rosenmann-Taub (1927–2023)
- Carlos Ruiz-Tagle (1932–1991)

## S
- Omar Saavedra Santis (1944–2021)
- Luis Sepúlveda (1949–2020)
- Miguel Serrano (1917–2009)
- Alejandro Sieveking (* 1934)
- Víctor Domingo Silva (1882–1960)
- Antonio Skármeta (1940–2024)
- Benjamin Subercaseaux (1902–1973)

## T
- Jorge Teillier (1935–1996)
- Volodia Teitelboim (1916–2008)
- Karen Toro (* 1980)

## U
- Antonio de Undurraga (1911–1993)
- Armando Uribe (* 1933)
- Jorge Urrutia (* 1945)
- Matilde Urrutia (1912–1985)

## V
- Hernán Valdés (1934–2023)
- Mercedes Valdivieso (1924–1993)
- Ana Vásquez
- Cecilia Vicuña (* 1948)
- Virginia Vidal

## W
- Egon Wolff (1926–2016), Dramatiker

## Z
- Raúl Zurita (* 1950)